# ميكائيل قود
ميكائيل قود هو لاعب هوكي الجليد سويدي، ولد في 14 مارس 1962.